# Híerax d'Esparta
Híerax (en grec antic: Ἱέραξ) va ser un almirall espartà durant la Guerra de Corint.
L'any 389 aC Esparta el va enviar a Egina per fer-se càrrec de la flota espartana. Els espartans sota el comandament de Telèuties, un temps abans havien expulsat la flota atenenca que bloquejava l'illa. Poc després de prendre el comandament, va deixar al seu vice-almirall Gorgopes, amb dotze trirrems com a governador d'Egina. Molt poc després, Antàlcides va ser enviat per a substituir Híerax en el càrrec d'almirall.